# Майгис, Бронюс Антонович
Бронюс Антонович Майгис (лит. Bronius Maigys, родился в 1937 году) — советский вандал литовского происхождения, обливший серной кислотой картину Рембрандта «Даная».

## Биография

### Ранние годы
Родился в 1937 году в селе Альнес Молетского района. Литовец, беспартийный. Образование — четыре класса школы. Отец — Антон Майгис, расстрелян в 1944 году НКВД по обвинению в дезертирстве. Были также два старших брата. Бронюс в детстве помогал матери по хозяйству; увлекался игрой на скрипке. По свидетельствам врачей, болел желтухой. Майгис окончил курсы трактористов, позже служил в советской армии. После 1960 года работал на лесозаготовках в Перми, с 1965 года трудился на шахте в Прокопьевске, откуда, как выяснили милиция и КГБ, украл 15 килограммов неразорвавшейся в лаве взрывчатки (её он использовал для глушения рыбы на карьерах и организации фейерверков). По свидетельствам коллег, не жил в бараке, но приобрёл дом, который перед отъездом продал местному цыгану. Позже работал на бумажной фабрике в Каунасе каландровщиком, но в общественной жизни участия не принимал и ничем не выделялся. Также работал на заводе радиотехники, где якобы серьёзно испортил себе зрение; был учеником слесаря на станкостроительном, распаковщиком в литейном цехе, упаковщиком и кочегаром на фабрике пекарских дрожжей, где раздобыл ведро серной кислоты.

### Деятельность
По свидетельствам знавших его людей, Майгис с 30 лет требовал пенсию по состоянию здоровья, утверждая, что у него якобы испортилось зрение во время работы на заводе радиотехники. Майгис писал постоянные жалобы своему начальству на проблемы с пищеварительной системой, предъявляя рентгеновские снимки кишечника, и даже выхлопотал в Кемерово у врача справку о циррозе печени, однако начальство игнорировало все его документы, настоятельно требуя от Майгиса или найти нормальную работу, или отправиться на лечение в психбольницу. В 1978 году он, получив от врачей из Ленинграда справку о грыже, уволился и стал безработным: он жил в кладовке у бывшего соседа по общепиту в течение двух лет, не имея постоянной прописки. КГБ в его доме обнаружило среди личных предметов два молитвенника, несколько журналов и книг, многочисленные медицинские справки и рентгеновские снимки, переснятые портреты Адольфа Гитлера и жалобы в «Труд», «Человек и закон», Минздрав и каунасский горсовет. Всё это формально не подлежало описи.
На жизнь Майгис зарабатывал, занимаясь фарцовкой, а именно сбытом грампластинок, джинсов и книг, которые ему присылала знакомая из Калифорнии по имени Лена: с ней Майгис познакомился благодаря радиостанции «Голос Америки», вещавшей на эстонском языке. По показаниям хозяина дома, Майгис однажды чуть не совершил суицид: он открыл газовые конфорки и закрыл окна, однако его удалось спасти. Соседями характеризовался как замкнутый, начитанный и религиозный человек, но при этом критически относился к советской власти и языковой политике в Литовской ССР, а также настойчиво пытался выхлопотать себе пенсию и жилищную площадь у горсовета.

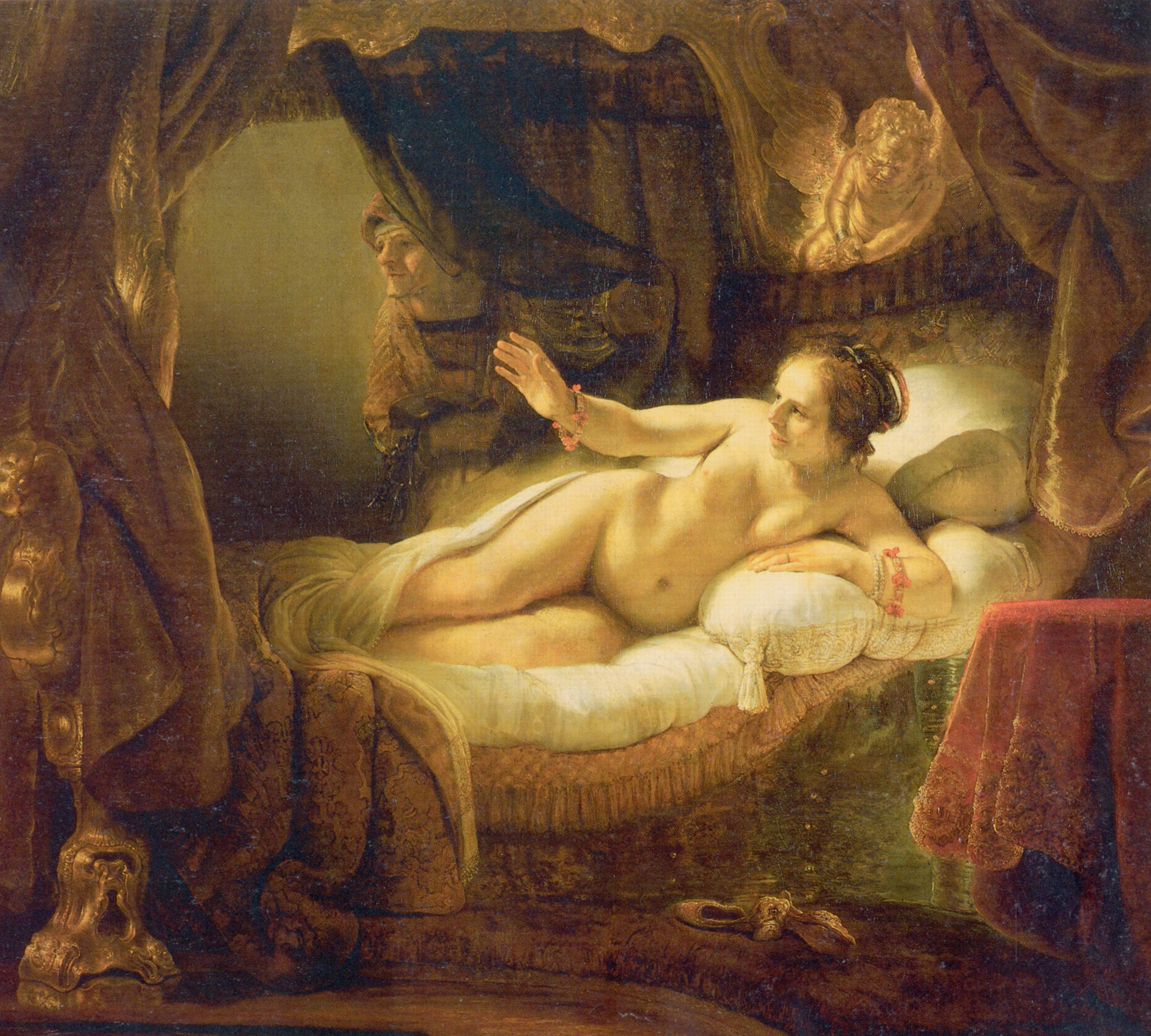
«Даная», ставшая объектом вандализма

### Акт вандализма
15 июня 1985 года Майгис прибыл в Ленинград: хотя он планировал приехать в Москву, до столицы не оказалось билетов. Он зашёл в Эрмитаж и направился в зал картин Рембрандта, где спросил у смотрительницы, какая из картин Рембрандта считается наиболее ценной — та ответила, что таковой является «Даная», которая не продаётся ни за какие деньги. Затем Майгис направился к «Данае», вытащил из пиджака нож и банку с серной кислотой, после чего ударил несколько раз (два или три) ножом картину, попав в область бёдер и живота изображённой Данаи, и облил её серной кислотой. По некоторым данным, он кричал «Свободу Литве!» в момент нападения, что опровергает литовское следствие, поскольку тогда бы его скрутили посетители и не позволили бы ему совершить акт вандализма.
Старшина советской милиции Василий Клешевский сначала хотел ударить Майгиса зонтиком, но увидев, что тот после своего нападения продолжал смотреть на картину, быстро подбежал к нему, заломил руку с ножом за спину и бросил нож на подоконник. Ко входу в зал подошли две женщины, которые, завидев Майгиса, стали кричать о помощи: на крики прибежал сержант милиции Иван Жосан, который и помог задержать вандала. При обыске Клешевский и Жосан обнаружили на поясе Майгиса подозрительный предмет, напоминавший плоский фонарик, завёрнутый в белую бумагу с отверстием. В левой штанине спортивного костюма, который был надет под добротный серый костюм, они обнаружили аммоналовую шашку. Как позже выяснилось, Майгис действительно принёс взрывное устройство. Вмешавшиеся искусствоведы помогли водой смыть кислоту и спасти картину от полного уничтожения, но на восстановление самой «Данаи» ушло 12 лет, и с 1997 года она находится под бронированным стеклом.

### Арест и отправка в психлечебницу
У арестованного Майгиса в кладовке обнаружили репродукцию «Данаи», а в ходе расследования выяснили, откуда он раздобыл серную кислоту и аммонал для совершения своего акта вандализма. На первых допросах Майгис уверял, что совершил преступление по политическим мотивам, поскольку был литовским националистом и ненавидел советскую власть за то, что его отец был в 1944 году расстрелян НКВД якобы за дезертирство. Дата нападения была выбрана не случайно, поскольку именно 15 июня 1940 года советские войска были введены в Литву. Однако под страхом угодить в тюрьму он изменил показания, сначала начав говорить, что был просто женоненавистником и считал «Данаю» образцом разврата. Взрывчатку же он побоялся использовать из-за большого скопления людей. Позже он стал объяснять совершённое обычным желанием привлечь к себе внимание общественности и отверг все обвинения в антисоветской деятельности. Только когда милиция выяснила, что Майгис планировал совершить акт вандализма в московском музее и лишь по случайности не попал в Москву из-за того, что не купил билеты на поезд, версия о «женоненавистничестве» отпала.
Психбольница № 5 г. Ленинграда провела экспертизу, результатами которой стало заключение о низком уровне интеллекта Майгиса и наличии вялотекущей шизофрении. Сам Майгис это отрицал, но утверждал, что не испытывает раскаяния или сожаления по поводу попытки уничтожения шедевра живописи. Более того, по его словам, «Данаю» охраняли плохо, если ему удалось легко это сделать. Заключение психиатрической экспертизы исключило версию о политическом протесте. 26 августа 1985 года Дзержинский суд признал Майгиса виновным, но в связи с диагнозом освободил от уголовной ответственности и отправил в психбольницу на принудительное лечение. Лечение он проходил в психиатрической клинике закрытого типа города Черняховск Калининградской области, откуда вышел в 1992 году.

### Последствия
В течение шести лет Майгис проходил лечение в больнице, где условия содержания были лучше, чем в его кладовке. Врачи, которые занимались лечением Майгиса, рассказывают, что он был доволен обращением с собой и не был буйным как таковым, хотя заявлял о себе как о политическом заключённом. Причиной тому была репутация Черняховской больницы, куда часто отправлялись диссиденты. В 1992 году его освободили из психлечебницы, но последовавшие попытки политических партий сделать Майгиса национальным героем Литвы провалились в связи с неоднозначной реакцией на его поступки, вследствие чего в современной Литве даже среди националистов Майгис считается не национальным героем, а сумасшедшим вандалом.
Позже Майгис был отправлен в Вильнюсскую государственную психиатрическую больницу, и в связи с нехваткой информации в 1998 году появились ошибочные слухи о смерти Майгиса. В настоящее время Майгис проживает в доме для престарелых в Утена, но почти всегда отказывает журналистам в интервью. В 2010-е годы он в немногочисленных беседах с литовскими и российскими журналистами утверждал, что не раскаивается в совершённом и повторил бы это в любом случае. В 2006 году была опубликована 300-страничная книга Майгиса, в которой он пытался изложить свою версию развития событий.